# Autostrada M1 (Irlandia)
Autostrada M1 (ang. M1 motorway, irl. Mótarbhealach M1) – płatna irlandzka autostrada rozpoczynająca się w stolicy kraju, Dublinie, biegnąc do granicy brytyjsko-irlandzkiej (z Irlandią Północną), gdzie dalej jako droga A1 łączy się z Belfastem.
Na odcinku węzeł z M50 (Dublin) – węzeł Carlingford długości 78,5 km oznakowana jako M1. Długość trasy (Dublin – granica z Irlandią Północną) wraz z fragmentem oznaczonym jako droga ekspresowa wynosi 88,5 km. Trasa biegnie przez obszar trzech hrabstw: Dublin, Meath i Louth, będąc fragmentem międzynarodowej trasy E1.
Przebudowa drogi N1 do parametrów autostrady kosztowała około 700 mln €, z czego 270 milionów dała Unia Europejska. Dzienne natężenie ruchu w rejonie Dublina wynosi do 68 tys. pojazdów. Poprawa płynności ruchu nie jest jedyną przyczyną modernizacji trasy – dochodziło do wielu wypadków, w których poza pojazdami brali także udział piesi i rowerzyści.
Odcinek od węzła Carlingford do granicy z Irlandią Północną oznaczony jest jako droga ekspresowa w ciągu N1.